# Associazione Sportiva Pro Piacenza 1919
L'Associazione Sportiva Pro Piacenza 1919 S.r.l, meglio nota come Pro Piacenza, è stata una società calcistica italiana con sede nella città di Piacenza.
Fondata nel 1919, nel corso della sua storia è stata soggetta a diverse fusioni con altri sodalizi: l'ultimo assetto societario fu assunto nel 2013, allorché l'Associazione Calcio Pro Piacenza (allora militante in Terza Categoria e titolare della tradizione sportiva dell'originario "Pro") si unì all'Atletico BettolaPonte Pro Piacenza (militante in Serie D) adottandone il titolo sportivo e assumendo la denominazione Associazione Sportiva Dilettantistica Pro Piacenza 1919 (poi semplificata in Associazione Sportiva Pro Piacenza 1919 l'anno seguente).
Dal punto di vista storico, il Pro era la seconda squadra della città di appartenenza dopo il Piacenza: a lungo militante nelle divisioni dilettantistiche, debuttò nel professionismo nella stagione 2014-2015.
Nell'annata 2018-2019, a seguito di un periodo di grave crisi societaria e sportiva, la squadra è stata estromessa dalla Serie C, terzo livello del campionato italiano di calcio, e quindi radiata dalla FIGC. Il fallimento è stato poi decretato a giugno 2019.

## Storia

### Le origini e i primi campionati
Il Pro Piacenza fu fondato sul finire del 1919 mediante l'unione di due preesistenti società calcistiche piacentine, l'Ausonia e il Bandiera, dedite a saltuarie attività dilettantistiche. Queste due erano solo alcune delle molte squadre che componevano il campionato ULIC del territorio di Piacenza. L'iniziativa partì dal presidente Ernesto Bertocchi e dal capitano Pino Perfetti, tesserati per il Bandiera, che per primi proposero all'Ausonia di mettere le forze in comune, in modo tale da combinare in un solo sodalizio la solidità amministrativo-organizzativa dell'Ausonia e l'elevato tasso tecnico dei calciatori del Bandiera.
La società nacque e crebbe coltivando un rapporto di stretta collaborazione col concittadino Piacenza Calcio, nato pochi mesi prima: molti calciatori del Pro, una volta divenuti maggiorenni, vennero infatti ingaggiati dalla principale squadra cittadina, che diede loro uno sbocco agonistico d'alto livello. Alcuni dirigenti del Pro Piacenza (quale lo stesso Bertocchi) ebbero poi modo di ricoprire incarichi dirigenziali presso il Comitato ULIC di Piacenza, il Piacenza Calcio e la Lega Regionale Lombarda FIGC.
Sin dalla fondazione il Pro Piacenza ha adottato maglie a strisce verticali rosso-nere, anche se nei primissimi anni ha spesso utilizzato casacche verdi, di più facile reperibilità.
A partire dal 1920 partecipò ai campionati ULIC disputandone la serie più importante, la Prima Categoria, divenendone dopo le prime due stagioni la protagonista indiscussa: 4 vittorie consecutive dalla stagione 1921-1922 al 1924-1925 e un secondo posto nel 1925-1926. Nel 1926, a seguito dell'unione fra Pro Piacenza e Juventus Piacenza, la società mutò denominazione in A.C. Juventus Pro Piacenza; due anni dopo, nel 1928, il club fu inglobato nel Gruppo Rionale Centro, che venne rinominato Gruppo Centrale - Pro Piacenza.
Nel 1929 il quotidiano "Il Littoriale" menziona una partita ULIC disputata dal Gruppo Rionale Roma Pro Piacenza contro l'US Modenese, vinta a tavolino per 2-0 da quest'ultima a causa del comportamento di alcuni tifosi in occasione delle finali intercomitati (emiliani, visto che per motivi logistici le squadre ULIC piacentine non potevano essere aggregate alla Lombardia così come già fatto nel 1927 con le squadre federali) per il titolo ULIC di Prima Categoria.
Un'ulteriore fusione avvenne nel 1930, stavolta con la S.C. Robur et Virtus, formando la Robur Pro Piacenza. Tuttavia nel 1933 la sezione calcistica della Robur venne assorbita dal Piacenza, e dunque per via della scissione della Robur il club del Pro Piacenza assunse sino al 1934 la denominazione di Diavoletti Neri, per poi tornare al nome originale dopo la fine della Guerra d'Etiopia (1937), visto il divieto fatto dal Federale di Piacenza alle squadre della Sezione Propaganda di svolgere attività ufficiale (campionati tutti sospesi, salvo quelli dei Fasci Giovanili di Combattimento ed i tornei degli istituti scolastici).
Nel mentre erano arrivate altre 8 vittorie consecutive, dalla stagione 1926-1927 al 1933-1934; per motivi economici e politici l'ULIC nel 1934 fu trasformata in Sezione Propaganda.
Rimasta inattiva per le due stagioni consecutive, concomitanti con la Guerra d'Etiopia, la società fu poi ricostituita con denominazione A.C. Pro Piacenza e iscritta nuovamente ai campionati di Prima Categoria organizzati dalla Sezione Propaganda locale.

### Dall'esordio in FIGC all'approdo al Campionato Nazionale Dilettanti
Chiusa la Sezione Propaganda, dal 1948 prese parte ai campionati ufficiali, iscrivendosi in Prima Divisione della Lombardia, in cui vi rimase fino alla promozione nel campionato di Promozione Lombardia. Nuovamente in Prima Categoria causa retrocessione, nell'arco della stessa stagione (Prima Categoria 1955-56) ottenne la promozione nel Campionato Nazionale Dilettanti dopo lo spareggio col Pontevico vinto per 2-0. In tale categoria restò per due stagioni consecutive, fino al 1959.

### Dagli anni sessanta agli anni novanta
A partire dagli anni sessanta e sino alla metà degli anni ottanta oscillazioni specialmente tra Promozione e Prima Categoria Lombardia segnarono la storia del club: in seguito e fino a buona parte degli anni novanta militò quasi sempre in Seconda Categoria, esclusa la stagione 1987-88 in cui toccò la Terza Categoria, l'ultimo gradino del calcio in Italia.
Nel 1974 l'Associazione Calcio Pro Piacenza si fuse con il concittadino Football Club Sisalsantos, diventando Associazione Calcio Pro Piacenza 1919.

### Dalla provvisoria fusione con l'Arsenal di Piacenza alla ripartenza in Terza Categoria
Nell'estate del 1997 sopraggiunse un'ulteriore fusione con il C.R.D.D. Arsenal e la società si rinominò A.C. Pro Piacenza C.R.D.D. Arsenal (abbreviato Pro-Ars). L'unione accompagnò le due compagini fino agli inizi del 2000, quando le due anime si scissero: il Pro Piacenza e l'A.C.D. Arsenal 1976 ripresero dunque esistenze separate.
Il club così assortito partecipò per molti anni al campionato di Promozione; nel 2010 però, a stagione conclusa, esso rinunciò a partecipare a tale campionato, optando per ripartire dalla Terza Categoria.
Promossa in Seconda Categoria nel 2011-12, retrocesse nuovamente nell'ultimo gradino dilettantistico nella stagione successiva.

### L'ingresso tra i professionisti
Negli anni 2010 il Pro Piacenza intavolò una trattativa per un'ulteriore fusione con il G.S.D. BettolaPonte di Bettola, che nel 2011 aveva spostato la propria sede da Bettola a Piacenza e mutato denominazione in A.S.D. Atletico BettolaPonte Pro Piacenza, adottando i colori rosso-nero in luogo del previgente giallo-blu.
Nel 2013 le due realtà si fusero utilizzando il titolo sportivo del BettolaPonte, valido per partecipare alla Serie D 2013-2014. A capo della società si pose l'imprenditore cremasco Domenico Scorsetti, che garantì una solida base finanziaria. Come denominazione venne scelta Associazione Sportiva Pro Piacenza 1919.
Il Pro Piacenza "riorganizzato" riuscì così a vincere il girone B della Serie D, guadagnando la prima, storica promozione in Lega Pro.
Accusato però di aver schierato undici volte un calciatore squalificato che mai aveva scontato il turno di fermo, il Pro Piacenza dovette debuttare in terza serie con una penalizzazione di 8 punti: solo il 20 maggio 2015, a fine campionato, l'arbitrato del CONI accolse l'istanza dei rossoneri e dispose la riduzione dei punti di penalità da 8 a 5: il Pro Piacenza (guidato in panchina da Arnaldo Franzini) risultò quindi terz'ultimo classificato, dovendo pertanto affrontare il Forlì nei play-out. Il doppio confronto (vittoria interna 2-1 all'andata per i rossoneri e pareggio esterno per 0-0) consentirono al Pro di mantenere la categoria.
Più o meno analoga fu la stagione 2015-2016, ove i rossoneri di William Viali chiusero il proprio girone al 14º posto e poi vinsero i play-out contro l'AlbinoLeffe (con un doppio successo, per 0-1 all'andata e 2-1 al ritorno). Al termine della stagione Scorsetti lasciò la società al socio Alberto Burzoni, storico mecenate dello sport piacentino, che ne divenne presidente.
L'obiettivo della salvezza diretta venne centrato nelle due annate successive (2016-2017 e 2017-2018), sotto la guida dei tecnici Fulvio Pea e Stefano Maccoppi.

### La crisi, l'estromissione dal campionato e il fallimento
Nel 2018 il club passa ancora di mano: tra la primavera e l'estate infatti il patron Burzoni, dichiaratosi scettico sulla possibilità di mantenere due club professionistici in città, annuncia il proprio disimpegno dal settore calcistico.
Dopo alcuni mesi di incertezza e trattative infruttuose (con finanche una fallita fusione col Crema), il Pro Piacenza viene ceduto alla Sèleco S.p.A.; la presidenza viene assunta dal titolare di detta azienda, Maurizio Pannella.
La squadra allestita per la stagione 2018-2019 annovera nomi di rilievo quali Cristian Daniel Ledesma e Angelo Raffaele Nolé, oltre al tecnico Giuliano Giannichedda: il debutto in campionato vede i rossoneri raccogliere quattro risultati utili consecutivi e issarsi al vertice del girone d'appartenenza.
Nel mese di ottobre 2018 emerge tuttavia da parte della società un ritardo nei pagamenti di stipendi e contributi dal mese di luglio in poi: su indicazione dell'Associazione Italiana Calciatori buona parte dei tesserati provvede quindi alla messa in mora del club. In aggiunta il concittadino Piacenza lamenta a sua volta morosità nella corresponsione del canone d'affitto dello stadio Leonardo Garilli ed emerge anche l'irregolarità della fideiussione presentata a garanzia dell'iscrizione alla Serie C, giacché il Pro Piacenza (come anche altri club di pari grado) l'aveva ottenuta da un istituto finanziario successivamente dichiarato privo delle necessarie autorizzazioni, formalizzandola inoltre in ritardo rispetto ai termini prescritti.
La proprietà nel mese di novembre salda parzialmente le mensilità di luglio e agosto (facendo rientrare momentaneamente le proteste dei dipendenti) e promette altresì il rapido rientro di tutte le criticità e un piano di sviluppo per il club; tuttavia la situazione continua a peggiorare: il direttore generale Massimo Londrosi dapprima presenta un esposto alla locale procura della Repubblica in merito alla gestione del Pro, quindi pubblica una lettera aperta nella quale accusa il vertice societario di inadempienza dei propri obblighi, denunciando altresì il degrado delle infrastrutture di gioco (segnatamente il centro sportivo Siboni) e il disfacimento del settore giovanile, a suo dire costretto all'autogestione (per via della carenza di risorse) e con molti giocatori in via di svincolamento. Contestualmente infatti rassegna le dimissioni il responsabile del vivaio rossonero Settimio Lucci, affermando di non poter più lavorare adeguatamente in mezzo a tante problematiche.
Verso i primi di dicembre la società, a fronte dell'indisponibilità del Piacenza ad accettare ulteriori dilazioni nel canone d'affitto dello stadio (pari a circa 6000 euro a partita), valuta finanche (senza però darvi seguito, anche per via degli "alt" imposti dagli organismi di controllo) la possibilità di trasferire la sede delle gare interne dapprima a Fiorenzuola d'Arda, quindi a Santarcangelo di Romagna.
Le problematiche si riverberano ben presto sulla squadra, che dopo l'esonero di Giannichedda (deciso a metà novembre con motivazioni non chiarite) viene affidata a Riccardo Maspero: il Pro inizia infatti a inanellare molte sconfitte, che lo spingono verso la zona play-out della classifica del primo girone di Serie C. Anche l'organigramma inizia a sfaldarsi: nel volgere di tre mesi vengono ingaggiati e sollevati quattro direttori generali e vari altri impiegati tecnici e amministrativi. A fine ottobre arriva altresì il primo punto di penalizzazione per le già citate criticità legate alla fideiussione presentata per iscriversi.
La crisi si acuisce ulteriormente verso la fine dell'anno solare: i giocatori in prestito iniziano infatti a tornare alle società titolari mentre quelli di proprietà, dinnanzi al continuo accumularsi dei ritardi nei pagamenti, denunciano l'impossibilità di provvedere finanche al sostentamento personale e delle proprie famiglie. Infine, poco prima della 18ª giornata di campionato, i tesserati dapprima proclamano per tramite dell'Assocalciatori lo sciopero del gioco (rifiutando di allenarsi e scendere in campo), quindi chiedono e ottengono in massa lo svincolo dai contratti in essere, imitati anche da buona parte dei quadri dirigenti.
In virtù di ciò va deserta la gara interna del 23 dicembre contro la Pro Vercelli: attesi quarantacinque minuti all'esterno dello stadio Leonardo Garilli (i cui cancelli restano chiusi) senza che né i calciatori, né i dirigenti rossoneri si presentino, sicché il giudice sportivo, su rapporto dell'arbitro, provvede a irrogare lo 0-3 a tavolino (con 1 punto di penalizzazione in classifica) a carico del Pro Piacenza; lo stesso avviene il 27 dicembre in occasione della gara esterna ad Alessandria contro la Juventus U23 e ancora il 30 dicembre contro il Siena.
Le fonti giornalistiche stimano che, nei circa sei mesi successivi alla fuoriuscita di Alberto Burzoni (che aveva ceduto la società per la cifra simbolica di un euro, coi conti in ordine, senza pendenze debitorie e con le perdite d'esercizio ripagate di tasca propria), il Pro Piacenza abbia accumulato passività comprese tra i 500 000 e gli 850 000 euro. Attorno al 20 dicembre viene segnalata la formalizzazione di un'istanza di fallimento a carico del club, accompagnata dalla notifica di diversi decreti ingiuntivi da parte dei creditori; la corte d'appello della FIGC va inoltre a dichiarare nulla la fideiussione presentata all'atto dell'iscrizione al campionato e il Pro non ne presenta un'altra nei termini fissati.
Tuttavia attorno alla metà di gennaio 2019 la società a sorpresa paga gli arretrati dei canoni d'affitto dello stadio Garilli e racimola una decina di giocatori (tutti nati tra il 1999 e il 2002 e in parte contrattualizzati con formula “di addestramento”): in tal modo i rossoneri riescono a presentarsi con un organico minimo alla gara di campionato del 20 gennaio contro l'Alessandria; pochi minuti prima dell'orario del fischio d'inizio la Lega Italiana Calcio Professionistico ordina però il rinvio della gara, giudicando irregolari le soluzioni adottate dal Pro. L'indomani anche lo staff tecnico-medico e l'allenatore Riccardo Maspero si dimettono, ma la società non si arrende: chiama in sua sostituzione il monegasco Grégory Campi e con soli undici giocatori in distinta e un personale ridotto ai minimi termini si presenta alla trasferta del 23 gennaio contro la Pistoiese. A questo punto però Lega e Federazione rinviano a tempo indeterminato tutte le gare ancora in programma, mentre le autorità cominciano ad indagare sulla gestione amministrativa dei rossoneri; il 30 gennaio la Guardia di Finanza perquisisce la sede sociale al centro sportivo Siboni ed effettua alcuni sequestri di materiale e il consiglio della FIGC dà mandato al presidente Gabriele Gravina di avviare le procedure di revoca d'affiliazione a carico dei rossoneri. L'11 febbraio la società viene convocata in udienza prefallimentare: in tale sede la proprietà professa la propria solvibilità e capacità di saldare la passività, dichiarando altresì di averne già ripagata una parte; il giudice concede quindi ulteriore tempo al Pro per tentare di risolvere la situazione.
A metà febbraio Lega e Federazione decidono infine di revocare la sospensione delle gare per la prima squadra, provvedendo pertanto a calendarizzare i recuperi dei match saltati: il 17 febbraio i rossoneri si presentano alla trasferta di Cuneo (valida per la 27ª giornata del girone A) con in distinta soli 7 giovanissimi giocatori (tutti nati dal 2000 in poi e radunati per l'occasione dal neo-nominato direttore generale Carmine Palumbo), con l'aggiunta di un dirigente accompagnatore, di un massaggiatore (che viene fatto a sua volta a scendere in campo come giocatore aggiunto) e senza staff tecnico e/o medico; la partita si risolve nel risultato di 20-0 in favore dei padroni di casa. L'indomani il Giudice Sportivo, accertando come solo 4 dei giocatori presentatisi a Cuneo fossero regolarmente tesserati ai sensi delle normative di Lega Pro, delibera l'estromissione del Pro Piacenza dal campionato di Serie C, nonché la commutazione a tavolino del sopradetto risultato in 3-0 (al pari delle partite non ancora disputate) e l'annullamento di tutte le gare del girone d'andata; poche ore dopo la FIGC, avendo anche accertato una dichiarazione mendace della società in merito al tesseramento di un nuovo allenatore (il soggetto in questione aveva infatti smentito di essersi accordato coi rossoneri), dispone la revoca dell'affiliazione del club.
A stretto giro, il presidente Pannella rilascia un'intervista nella quale dichiara di essere stato sollecitato da terzi ad acquistare il club e di non essersi de facto mai occupato appieno della sua gestione, negando pertanto ogni responsabilità in merito a quanto poi avvenuto.
Il 13 marzo la società, ormai quiescente a seguito della radiazione, viene ammessa dal tribunale al concordato preventivo, con imposizione di elaborare entro 60 giorni un piano per il rimborso dei creditori (su tutti i calciatori ex-tesserati e vari creditori); vengono dichiarate passività per 662.000 euro.
Il 6 giugno il Tribunale Fallimentare di Piacenza, avendo appurato che la voragine debitoria era ben superiore rispetto al dichiarato (oltre 2 milioni di euro), rigetta un'istanza di proroga alla suddetta procedura concordataria avanzata dalla società, aprendo di fatto le porte alla successiva dichiarazione di fallimento del club, che viene irrogata il 19 giugno: la liquidazione viene affidata al curatore Fabrizio Maiocchi.

## Colori e simboli

### Colori
Il Pro Piacenza assunse sin dalla fondazione il rosso e il nero come colori sociali: tra i soci fondatori vi erano infatti diversi simpatizzanti del Milan; sempre in analogia con la celebre squadra milanese, la maglia casalinga era tipicamente palata (generalmente a strisce strette e fitte) nelle due tinte.
Altro colore legato al Pro era il verde: in occasione delle prime partite dopo la fondazione infatti non era stato possibile reperire maglie rossonere, sicché il sodalizio ripiegò su casacche monocrome smeraldine, di più semplice reperibilità; tale tinta è stata poi reimpiegata occasionalmente nelle divise da trasferta.

### Simboli ufficiali

#### Stemma

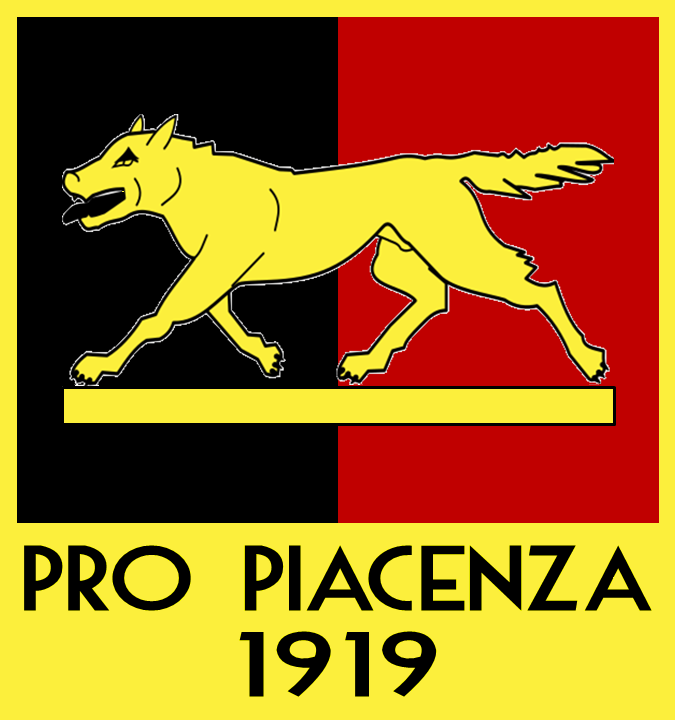
Antico logo sociale
Logo sociale negli anni del professionismo

## Strutture

### Stadio
Tra i primi terreni interni del Pro Piacenza vi fu il cosiddetto campo del Poligono di tiro, presso Barriera Torino, ove i rossoneri giocarono i campionati dell'ULIC.
Entrato nei ranghi della FIGC, il Pro si trasferì nel più capiente stadio comunale di Barriera Genova, rimanendovi - in coabitazione col Piacenza - fino alla dismissione dell'arena, nel 1969.
Il Pro ha successivamente usufruito del campo sportivo Gianni Siboni, nei pressi del quartiere Besurica, dotato di una singola tribuna scoperta capace di circa 800 posti. Tale struttura è stata progressivamente evoluta in un centro sportivo, dotato di due campi da calcio regolamentari e due minori, nonché degli edifici ospitanti la sede sociale rossonera.
Nel 2014 l'ascesa in terza serie precluse al Pro Piacenza l'utilizzo del Siboni, strutturalmente inadeguato ad accogliere le gare delle divisioni professionistiche italiane; la società optò pertanto per continuare a servirsi del proprio centro sportivo per allenamenti, sede sociale e attività di base, mentre le gare della prima squadra, previo accordo con il maggior club cittadino, vennero trasferite allo stadio Leonardo Garilli, principale impianto sportivo piacentino.

### Centro di allenamento
Le selezioni rossonere si allenavano presso il centro sportivo Gianni Siboni, nel quartiere piacentino della Besurica, dotato di due campi da calcio regolamentari e due minori, nonché alcuni edifici ospitanti la sede sociale del club, una foresteria e una palestra.

## Società

### Organigramma societario
A seguito del fallimento, l'organigramma societario è stato azzerato: la liquidazione è gestita dal curatore Fabrizio Maiocchi.

### Sponsor
| Cronologia degli sponsor ufficiali - fino al 2013 ... - 2013-2014 Ingegneria Biomedica Santa Lucia del Gruppo Giglio, Euchem - 2014-2015 Ingegneria Biomedica Santa Lucia del Gruppo Giglio - 2015-2016 Alpha, Tacchini Carburanti - 2016-2017 Bft Burzoni, Tacchini Carburanti - 2017-2018 Bft Burzoni, Corsiva - 2018-2019 Sèleco, Unet, Solarday, Corsiva | Cronologia degli sponsor tecnici - fino al 2013 ... - 2013-2016 Erreà - 2016-2019 MapSport |

## Allenatori e presidenti
| Allenatori ... - 1952-1953 Angelo Arcari ... - 1968-1969 Armando Onesti ... - 1973-1974 Vittorio Bissi ... - 1977-1978 Stefano Bernini ... - 1981-1982 Giuseppe Corbellini ... - 2005-2006 Andrea Di Cintio ... - 2013 Daniele Moretti - 2013-2015 Arnaldo Franzini - 2015-2016 William Viali - 2016-2017 Fulvio Pea - 2017-2018 Fulvio Pea (1ª-35ª) Stefano Maccoppi (36ª-38ª) - 2018-2019 Giuliano Giannichedda (1ª-11ª) Riccardo Maspero (12ª-20ª) Grégory Campi (de facto) | Presidenti ... - ?-? Giuseppe Avella - ?-2013 Massimo Capurri - 2013-2016 Domenico Scorsetti - 2016-2018 Alberto Burzoni - 2018-2019 Maurizio Pannella - 2019- Fabrizio Maiocchi (curatore fallimentare) |

## Calciatori

### Capitani
- ... (1919-2013)
- Luca Matteassi (2013-2015)
- Francesco Bini (2015-2017)
- Jonathan Aspas (2017-2018)
- Cristian Ledesma (2018-2019)
- Nicola Cirigliano (2019)

## Palmarès

### Competizioni interregionali
- Serie D: 1

2013-2014 (girone B)

### Competizioni regionali
- Prima Categoria: 2

1956-1957, 1966-1967 (girone E)
- Seconda Categoria: 1

1964-1965 (girone L)

### Onorificenze
- Stella d'oro al Merito Sportivo

1975

## Statistiche e record

### Partecipazione ai campionati
| Livello | Categoria | Partecipazioni | Debutto   | Ultima stagione | Totale |
| ------- | --------- | -------------- | --------- | --------------- | ------ |
| 3º      | Lega Pro  | 3              | 2014-2015 | 2016-2017       | 5      |
| 3º      | Serie C   | 2              | 2017-2018 | 2018-2019       | 5      |
| 5º      | Serie D   | 1              | 2013-2014 | 2013-2014       | 1      |

### Partecipazione alle coppe
| Competizione          | Partecipazioni | Debutto   | Ultima stagione | Totale |
| --------------------- | -------------- | --------- | --------------- | ------ |
| Coppa Italia          | 1              | 2017-2018 | 2017-2018       | 1      |
| Coppa Italia Lega Pro | 3              | 2014-2015 | 2016-2017       | 5      |
| Coppa Italia Serie C  | 2              | 2017-2018 | 2018-2019       | 5      |
| Coppa Italia Serie D  | 1              | 2013-2014 | 2013-2014       | 1      |
| Poule Scudetto        | 1              | 2013-2014 | 2013-2014       | 1      |

## Tifoseria
Date le origini del Pro Piacenza (la cui identità era il risultato di varie fusioni e cambiamenti di forma societaria susseguitisi nel tempo) e la sua storia (a lungo dipanatasi in categorie dilettantistiche), nonché complice la presenza in città di una squadra di tradizione molto superiore, il club rossonero godeva di un seguito di ridottissime dimensioni: dall'avvento nel professionismo sia il numero degli abbonati che quello delle presenze medie di pubblico nelle gare interne si attestava poche centinaia di unità (ancor più ridotte in trasferta). Non era segnalata l'organizzazione della tifoseria in gruppi stabili d'ispirazione ultras o moderata.
Di riflesso non si segnalavano particolari rivalità o amicizie con altre tifoserie: gli stessi supporters del concittadino Piacenza, pur considerando il Pro una squadra rivale (ed essendosi opposti alle proposte di fusione talora avanzate), non nutrivano particolare acrimonia nei confronti dei rossoneri e non consideravano gli scontri diretti (peraltro mai disputatisi in contesto ufficiale prima del terzo millennio) come un vero e proprio "derby".
In taluni casi si registrava la tendenza di alcuni tifosi del Piacenza a sfruttare le partite del Pro per ingaggiare scontri con tifoserie di squadre rivali dei biancorossi: è il caso di due ultras arrestati il 31 marzo 2017 a seguito di un'aggressione a danno di supporters della Cremonese.